# Lapidaria margaretae
Lapidaria margaretae ist die einzige Pflanzenart der monotypischen Gattung Lapidaria aus der Familie der Mittagsblumengewächse (Aizoaceae). Der botanische Name der Gattung leitet sich vom lateinischen Wort „lapis“ für „Stein“ ab und weist auf das steinartige Aussehen der Pflanze hin. Das Epitheton der Art ehrt die in der namibischen Stadt Warmbad ansässige deutsche Lehrerin Margarethe Friedrich, welche die Pflanze entdeckte.

## Beschreibung
Lapidaria margaretae wächst kompakt mit ein (selten bis drei oder mehr) Zweigen, an denen jedes Jahr zwei bis drei Blattpaare ausgebildet werden (In Kultur können es mehr sein). Die blass rosafarbenen oder weißlichen Laubblätter sind rundlich-dreieckig, gekielt und besitzen deutliche, harte Ränder. Ihre Oberfläche ist von winzig rauer Struktur.
Die einzeln stehenden Blüten erscheinen an einem seitlich zusammengedrückten Blütenstiel. Es sind keine Hochblätter vorhanden. Es sind acht (selten nur sechs oder sieben) Kelchblätter und etwa 100 goldgelbe Kronblätter vorhanden. Die etwa 300 bis 500 Staubblätter stehen mehr oder weniger aufrecht. Die Nektarien sind ringförmig verwachsen und nicht deutlich sichtbar.
Lapidaria margaretae blüht in ihrer Heimat in den Monaten März bis September. Die Blüten öffnen sich am Tag.

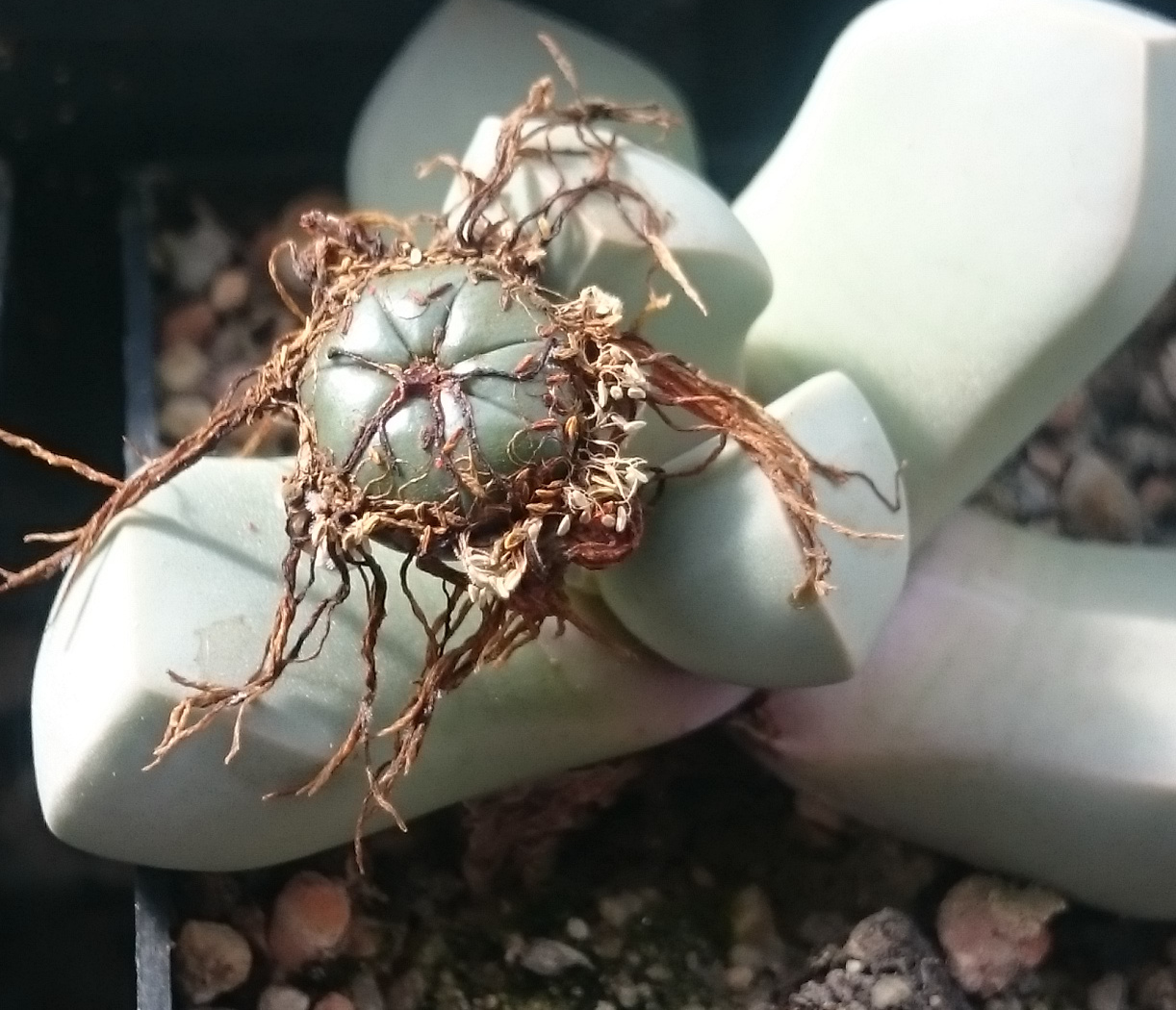
Frucht

Die sieben- (selten sechs- bis neun-) fächrigen Kapselfrüchte ähneln denen der Gattung Titanopsis. Die kleinen, hellbraunen Samen sind birnenförmig, etwa 0,6 Millimeter lang und etwa 0,5 Millimeter breit.

## Systematik, Chromosomenzahl und Verbreitung
Das Verbreitungsgebiet von  Lapidaria margaretae erstreckt sich von der namibischen Stadt Warmbad bis in die angrenzende südafrikanischen Provinz Nordkap. Sie wächst auf quarzhaltigen Ebenen zwischen losen Steinen. Die jährliche Niederschlagsmenge liegt bei etwa 250 Millimetern, wobei der Hauptanteil im Monat März fällt.
Die Chromosomenzahl ist {\displaystyle 2n=18}.
Die Erstbeschreibung der Art als  Mesembryanthemum margaretae wurde 1920 von Gustav Schwantes veröffentlicht. Gemeinsam mit Kurt Dinter stellte er 1927 die Untergattung Dinteranthus subg. Lapidaria auf, die Nicholas Edward Brown ein Jahr später in den Rang einer Gattung erhob.
Synonyme sind Dinteranthus margaretae und Argyroderma margaretae.

## Nachweise